# Mette Holm (oversætter)
 Der er flere personer med dette navn, se Mette Holm (flertydig).
Mette Holm (født 1958) er en dansk oversætter, som særligt er kendt for sine oversættelser af Haruki Murakami fra japansk til dansk. Hun arbejder primært med litterære oversættelser fra japansk til dansk, men oversætter også fra engelsk og fransk til dansk. Foruden Haruki Murakami-oversættelserne har hun bl.a. oversat bøger af Banana Yoshimoto og Kenzaburo Oe samt en række mangaer. Desuden har hun skrevet dubbing-manus til næsten alle tegnefilm af Miyazaki. Den danske dokumentarfilm Dreaming Murakami fra 2018 handler om Mette Holms arbejde som litterær oversætter.
Mette Holm er uddannet antropolog og cand.mag. i japansk.

## Litterære oversættelser
Hendes litterære oversættelser inkluderer:
- Mænd uden kvinder af Haruki Murakami (Klim 2015)
- Den farveløse Tsukuru Tazakis pilgrimsår af Haruki Murakami (Klim 2014)
- Hardboiled Wonderland og Verdens Ende af Haruki Murakami (Klim 2014)
- Senseis mappe af Hiromi Kawakami (Hr. Ferdinand 2013)
- 1Q84 – bind 1,2 og 3 af Haruki Murakami (Klim 2012 og 2013)
- Heist Society af Ally Carter (Alvilda 2011)
- In the Miso Soup af Ryu Murakami (Klim 2010)
- Hvad jeg taler om, når jeg taler om at løbe af Haruki Murakami (Klim 2009)
- Efter midnat af Haruki Murakami (Klim 2008) - med tilskud fra 10-mio.kr.-puljen
- UDE af Natsuo Kirino (Peoples Press 2008)
- Efter skælvet af Haruki Murakami (Klim 2008)  med tilskud fra 10-mio.kr.-puljen
- Kafka på stranden af Haruki Murakami (Klim 2007)  med tilskud fra 10-mio.kr.-puljen
- Skyggelandet af Taichi Takada (Cicero 2006)
- Norwegian Wood af Haruki Murakami (Klim 2005).
- Sputnik, min elskede af Haruki Murakami (Klim 2004).
- Sønden for grænsen og Vesten for solen af Haruki Murakami (Klim 2003).
- Trækopfuglens Krønike af Haruki Murakami (Klim 2001).
- Yo af Julia Alvarez (Gyldendal 1997).
- N.P. af Banana Yoshimoto (Gyldendal 1997).
- M/T og fortællingen om De Store Skoves Under af Kenzaburo Oe (Gyldendal 1995).
- Kitchen af Banana Yoshimoto (Gyldendal 1994).

## Filmografi
- Dreaming Murakami (2018)
- Arriettys hemmelige verden (2010)